# 奧雷希夫奇克
49°51′39″N 25°18′55″E / 49.86083°N 25.31528°E
奧雷希夫奇克（羅馬化：Orykhivchyk）是烏克蘭西部的村莊，隸屬利維夫州的佐洛奇夫區。該村處於塞雷特河右岸，始建於1500年，面積411.2平方公里，2001年人口315。